# NGC 6043
NGC 6043 est une lointaine galaxie lenticulaire située dans la constellation d'Hercule. Sa vitesse par rapport au fond diffus cosmologique est de 9 937 ± 11 km/s, ce qui correspond à une distance de Hubble de 146,6 ± 10,3 Mpc (∼478 millions d'al). NGC 6043 a été découverte par l'astronome américain Lewis Swift en 1886.
NGC 6043 présente une large raie HI.
À ce jour, une mesure non basée sur le décalage vers le rouge (redshift) donne une distance d'environ 129,000 Mpc (∼421 millions d'al). Cette valeur est à l'extérieur des valeurs de la distance de Hubble. Notons que c'est avec la valeur moyenne des mesures indépendantes, lorsqu'elles existent, que la base de données NASA/IPAC calcule le diamètre d'une galaxie et qu'en conséquence le diamètre de NGC 6043 pourrait être d'environ 30,0 kpc (∼97 800 al) si on utilisait la distance de Hubble pour le calculer.
NGC 6043 fait partie du superamas d'Hercule. Steinicke utilise la désignation DRCG 34-... pour plusieurs galaxies du superamas d'Hercule. Cette désignation indique que ces galaxies figurent au catalogue des amas galactiques d'Alan Dressler. Le nombre 34 correspond au 34e amas du catalogue, soit Abell 2151, et les chiffres suivant 34 et le tiret indiquent le rang de la galaxie dans la liste.